# Colombari di Vigna Codini
I Colombari di Vigna Codini sono tre colombari di età imperiale ubicati a Roma all'interno della Vigna Codini, tra il Parco degli Scipioni e le Mura Aureliane, nei pressi della Porta San Sebastiano, in un'area un tempo dedicata alle sepolture.
Essi furono scoperti e scavati a partire dal 1840 dall'antiquario e collezionista marchese Giampiero Campana nella vigna di Pietro Codini, da cui i colombari presero il nome.
Realizzati in età augustea/giulio-claudia, essi furono utilizzati fino al II secolo d.C..

## Descrizione
I tre colombari, sepolcri ipogei costituiti da numerose cellette in cui erano riposte le urne cinerarie dei defunti, avevano diverse capienze.
Il "Primo Colombario" è costituito da una camera quadrangolare, realizzata in laterizio su un podio in opera reticolata, con copertura a volta, sorretta da un pilastro centrale.
In esso sono presenti su tutte le pareti, incluso il pilastro centrale, circa 500 cellette costituite da nicchie arcuate.
In parecchie cellette si è conservata la tabella di chiusura, su cui era dipinto o inciso il nome del defunto.
Sulle pareti del pilastro sono raffigurate anche pitture di soggetto dionisiaco.
Anche il "Secondo Colombario" ha pianta quadrangolare ed è realizzato in opera reticolata, ma è più piccolo: le cellette, realizzate ad arco, sono infatti solo 300.
Sulle pareti sono ancora visibili tracce di decorazioni pittoriche e a stucchi policromi, raffiguranti tralci di vite, maschere e corni potori.
Una delle cellette è incorniciata da una piccola edicola realizzata in stucco policromo. Nelle cellette erano alloggiate due olle cinerarie.
L'iscrizione di dedica del colombario effettuata da due membri del collegio funerario è presente sotto forma di mosaico pavimentale all'interno del pavimento realizzato in cocciopesto con inserti marmorei.
Il "Terzo Colombario", meno noto dei primi due, ma più ricco, era verosimilmente rivestito da lastre marmoree e decorato da pitture, nonché dotato di mensole in travertino che sostenevano il soppalco ligneo di accesso alle cellette superiori.
Il colombario ha pianta a U.
Associato ad esso, vi era anche un ustrino, in cui si cremavano i corpi dei defunti.
Rispetto ai primi due colombari, le celle sono più ampie e hanno forma rettangolare, idonee ad alloggiare urne marmoree e busti.
Sono più frequenti edicole, arcosoli e lastre marmoree con il nome del defunto.
Compare anche un avviso per i visitatori: Ne tangito, o mortalis, revere Mane deos ("non toccare, mortale, rispetta gli dei Mani").